# 双(三苯基膦)碳化物
双(三苯基膦)碳化物或碳化双(三苯基膦)是一种有机磷化合物，化学式为C(PPh3)2，其中Ph表示苯基（C6H5）。它是对潮湿敏感的黄色固体，碳原子上明显具有负电荷，是一种叶立德。它和双(三苯基膦)亚铵是等电子体。该分子的∠P-C-P键角为131 °，碳为零价。它可由钾还原[HC(PPh3)2]Br制得。它可以和四羰基镍迅速反应，生成(CO)3NiC(PPh3)2。

## 相关化合物
- 亚甲基三苯基膦，CH2=PPh3，Wittig试剂。